# ELEGS
El  eLEGS , que significa "eExoskeleton Lower Extremity Gait System" en castellano "Sistema-exoesqueleto de ayuda para extremidades Inferiores", también conocido como  EKSO ,  es un sistema de exoesqueleto accionado hidráulicamente, que permite a los parapléjicos estar de pie y caminar con muletas o con un andador. Fue dado a conocer en 2010 por Berkeley Bionics. La interfaz de la computadora utiliza sensores de fuerza y de movimiento para controlar los gestos y movimientos del usuario, y utiliza esta información para interpretar la intención del usuario y traducirla en una acción. Los usuarios pueden "conectar y desconectar el dispositivo por sí mismos, así como, sentarse y ponerse de pie sin ayuda".

## Historia
En 2011 el  eLEGS  pasó a llamarse  EKSO .  El EKSO  pesa 45 libras (20 kg), tiene una velocidad máxima de 2 mph (3,2 kph) y una batería para 6 horas de funcionamiento. Es utilizable para usuarios que pesen hasta 220 libras,  de una altura entre 5 pies 2 pulgadas y 6 pies 4 pulgadas y les permite también pasar por sí solos de una silla a una silla de ruedas y viceversa.  Permite al usuario "caminar en línea recta, erguido partiendo de una posición sentada, estar de pie durante un período prolongado de tiempo, y volver a sentarse ".
 EKSO  está en desarrollo con ensayos clínicos en centros de rehabilitación . Debe evolucionar a una versión más ligera y más adaptable, y para el año 2013 estaría disponible para su uso privado a un costo de alrededor de 100.000 USD.